# Allergie respiratoire reconnue comme maladie professionnelle
Cet article décrit les critères administratifs pour qu'une allergie respiratoire soit reconnue comme maladie professionnelle.
Ce sujet relève du domaine de la législation sur la protection sociale et a un caractère davantage juridique que médical. Pour la description clinique de la maladie se reporter à l'article suivant :

## Législation enFrance

### Régime général: prise en charge d'une allergie respiratoire
| Fiche Maladie professionnelle | Fiche Maladie professionnelle | Fiche Maladie professionnelle |
| Ce tableau définit les critères à prendre en compte pour qu'une allergie respiratoire soit prise en charge au titre de la maladie professionnelle | Ce tableau définit les critères à prendre en compte pour qu'une allergie respiratoire soit prise en charge au titre de la maladie professionnelle | Ce tableau définit les critères à prendre en compte pour qu'une allergie respiratoire soit prise en charge au titre de la maladie professionnelle |
| Régime Général. Date de création : 2 juin 1977 | Régime Général. Date de création : 2 juin 1977 | Régime Général. Date de création : 2 juin 1977 |
| Tableau no 66 RG | Tableau no 66 RG | Tableau no 66 RG |
| Rhinite et asthmes professionnels | Rhinite et asthmes professionnels | Rhinite et asthmes professionnels |
| --- | --- | --- |
| Désignation des Maladies | Délai de prise en charge | Liste indicative des principaux travaux susceptibles de provoquer ces maladies |
| Rhinite récidivant en cas de nouvelle exposition au risque ou confirmée par test.                                                                 | 7 jours | 1. Travail en présence de toute protéine en aérosol. 2. Élevage et manipulation d’animaux (y compris la préparation et le conditionnement d’arthropodes et de leurs larves). |
| Asthme objectivé par explorations fonctionnelles respiratoires récidivant en cas de nouvelle exposition au risque ou confirmé par test.           | 7 jours | 3. Utilisation et conditionnement de carmin et poudres d’insectes. 4. Préparation et manipulation des fourrures et feutres naturels. 5. Préparation, emploi, manipulation de produits contenant de la séricine. |
| Insuffisance respiratoire chronique obstructive secondaire à la maladie asthmatique.                                                              | 1 an | 6. Emploi de plumes et duvets. 7. Travaux exposant aux résidus d’extraction des huiles, notamment de ricin et d’ambrette. 8. Broyage des grains de céréales alimentaires, ensachage, utilisations de farines. |
| | | 9. Préparation et manipulation des substances d’origine végétale suivantes : ipéca, quinine, henné, pollens et spores, notamment de lycopode. 10. Ouvertures des balles, cardage, peignage, filature et tissage de textiles d’origine végétale (notamment coton, sisal, kapok, chanvre, lin). 11. Travaux comportant l’emploi de gommes végétales : pulvérisées (arabique, adragante, psyllium, karaya notamment). 12. Préparation et manipulation du tabac. 13. Manipulation du café vert et du soja. 14. Exposition à des poussières végétales, notamment asparagées, légumineuses, papilionacées, ombellifères, labiées, solanacées, pyrèthres. 15. Manipulation de gypsophile (Gypsophila paniculata) 16. Manipulation ou emploi des macrolides (notamment spiramycine et oléadomycine), de médicaments et de leurs précurseurs, notamment : glycols, salbutamol, pipérazine, cimétidine, hydralazine, hydralazine de l’acide nicotinique (isoniazide), chlorure d’acide de la phényl glycine, tétracyclines, alpha-méthyl-dopa. 17. Travaux exposant aux sulfites, aux bisulfites ou aux persulfates alcalins. 18. Préparation, emploi, manipulation de chloroplatinates pentoxyde de vanadium, notamment dans la fabrication des catalyseurs. 19. Travaux exposant à l’inhalation d’anhydrides d’acides volatils, notamment anhydrides maléique, phtalique, trimellitique, tétrachlorophtalique, hexahydrophtalique, himique. 20. Fabrication, manipulation et utilisation de fongicides, notamment les phtalimide et tetrachlorophtalonitrile. 21. Travaux exposant à la colophane chauffée, notamment de la soudure électronique. 22. Travaux exposant à des émanations de produits de pyrolyse du chlorure de polyvinyle (notamment dans sa soudure thermique), fréons, polyéthylène, polypropylène. 23. Travaux exposant à l’azodicarbonamide, notamment dans l’industrie des plastiques et du caoutchouc et au styrène isophoronadiamine, aziridine polyfonctionnelle, triglycidyl isocyanurate. 24. préparation et mise en œuvre de colorants, notamment à hétérocycles halogénés, acryloylamines ou vinyl-sulfones, pipéridinyl triazine, ninhydrine. 25. Préparation et utilisation de colles au cyanoacrylate. 26. Travaux exposant à des émanations de glutaraldéhyde. 27. Travaux exposant à des émanations d'oxyde d'éthylène, notamment lors de la stérilisation. 28. Travaux de désinfection et de stérilisation exposant à des émanations de : chlorhexidine, hexachlorophène, benzisothiazoline-3-one et ses dérivés, organomercuriels, ammoniums quaternaires et leurs dérivés, notamment le benzalkonium et le chlorure de lauryl diméthylbenzylammonium. 29. Fabrication et utilisation de détergents, notamment l’isononanoyl oxybenzène sulfonate de sodium. 30. Fabrication et conditionnement du chloramine T. 31. Fabrication et utilisation de tétrazène. 32. Synthèse des polypeptides exposant notamment au dicyclohexyl carbodiimide, 4 méthyl-morphine, dichlorobenzène sulfonate. 33. Travaux de reprographie exposant notamment aux sels de diazonium ou à l’hydroquinone. 34. Travaux exposant aux dérivés aminés des produits chlorés tels que la chloramine dans les piscines. |
| Date de mise à jour : 11 février 2003 | | |

### Régime général: prise en charge d'une pneumopathie d'hypersensibilité
| Fiche Maladie professionnelle | Fiche Maladie professionnelle | Fiche Maladie professionnelle |
| Ce tableau définit les critères à prendre en compte pour qu'une pneumopathie d'hypersensibilité soit prise en charge au titre de la maladie professionnelle | Ce tableau définit les critères à prendre en compte pour qu'une pneumopathie d'hypersensibilité soit prise en charge au titre de la maladie professionnelle | Ce tableau définit les critères à prendre en compte pour qu'une pneumopathie d'hypersensibilité soit prise en charge au titre de la maladie professionnelle |
| Régime Général. Date de création : 11 février 2003 | Régime Général. Date de création : 11 février 2003 | Régime Général. Date de création : 11 février 2003 |
| Tableau no 66 bis RG | Tableau no 66 bis RG | Tableau no 66 bis RG |
| Pneumopathies d’hypersensibilité | Pneumopathies d’hypersensibilité | Pneumopathies d’hypersensibilité |
| --- | --- | --- |
| Désignation des Maladies | Délai de prise en charge | Liste indicative des principaux travaux susceptibles de provoquer ces maladies |
| Broncho alvéolite aiguë ou subaiguë avec syndrome respiratoire (dyspnée, toux, expectoration) et/ou signes généraux (fièvre, amaigrissement)confirmés par l’exploration fonctionnelle respiratoire et la présence d’anticorps précipitants dans le sérum contre l’agent pathogène responsable ou à défaut résultats de lavage broncho alvéolaire (lymphocytose). | 30 jours | Travaux de manipulation ou de fabrication exposant à des spores de moisissures ou à des actinomycètes contaminant les particules végétales ou animales suivantes : bagasse de la canne à sucre, malt, paprika, liège, charcuterie, fromages (affinage), pâte à papier et poussières de bois. Travaux exposant à l’inhalation de particules microbiennes ou mycéliennes dans les laboratoires de microbiologie et les locaux à caractère industriel, de bureaux ou d’habitation dont l’atmosphère est climatisé ou humidifié par dispositif central. |
| Fibrose pulmonaire avec signes radiologiques et troubles respiratoires confirmés par l’exploration fonctionnelle respiratoire et la présence d’anticorps précipitants dans le sérum contre l’agent pathogène responsable ou à défaut résultats de lavage broncho-alvéolaire (lymphocytose) et sa complication : insuffisance ventriculaire droite.               | 15 ans | Travaux en milieux contaminés par des micro-organismes aéroportés (bactéries, moisissures, algues) : saunas, piscines, égouts, filières de traitement des déchets (compostage et fabrication de compostes), ateliers pollués par des aérosols d’huile de coupe contaminée. Travaux exposant à l’inhalation d’aérosols d’enzymes lors de la fabrication, la manipulation et l’utilisation de détergents et de lessives. |
| | | Travaux suivants exposant à des poussières végétales : - les opérations de préparations dans les filatures du coton ; ouverture des balles, cardage, peignage ; - le broyage des grains de céréales, l’ensachage et l’utilisation des farines ; - la préparation et la manipulation du café vert, du thé, du soja, du tabac, de l’orge ; - la préparation et la manipulation de champignons comestibles ; - la fabrication et l’utilisation de la pâte à papier ; - la manipulation et l’utilisation des algues et alginates. Travaux suivants exposant à l’inhalation d’aérosols de protéines animales ; - la manipulation et utilisation de poussières d’origine aviaire ; - l’élevage et la manipulation d’animaux y compris les mammifères de laboratoire, les arthropodes et les produits marins ou d’origine marine ; - la manipulation de fourrures ; - la préparation du carmin cochenille. Travaux exposant à l’inhalation des polluants chimiques suivants lors de leur fabrication et mise en œuvre : - anhydrides d’acides volatils suivants : anhydrides phtaliques, trimellitiques, tétrachlorohydrophtaliques, hexahydrophtaliques. |
| Date de mise à jour : 21 novembre 2003 | | |

### Régime agricole
| Fiche Maladie professionnelle | Fiche Maladie professionnelle | Fiche Maladie professionnelle |
| Ce tableau définit les critères à prendre en compte pour qu'une allergie respiratoire soit prise en charge au titre de la maladie professionnelle | Ce tableau définit les critères à prendre en compte pour qu'une allergie respiratoire soit prise en charge au titre de la maladie professionnelle | Ce tableau définit les critères à prendre en compte pour qu'une allergie respiratoire soit prise en charge au titre de la maladie professionnelle |
| Régime Agricole. Date de création : 16 janvier 1979 | Régime Agricole. Date de création : 16 janvier 1979                                                                                               | Régime Agricole. Date de création : 16 janvier 1979 |
| Tableau no 45 RA | Tableau no 45 RA | Tableau no 45 RA |
| Rhinite et asthmes professionnels | Rhinite et asthmes professionnels | Rhinite et asthmes professionnels |
| --- | --- | --- |
| Désignation des Maladies | Délai de prise en charge | Liste indicative des principaux travaux susceptibles de provoquer ces maladies |
| A - Rhinite, asthme ou dyspnée asthmatiforme, confirmé par tests ou par épreuves fonctionnelles, récidivant après nouvelle exposition. | 7 jours | A - Manipulation ou emploi habituels, dans l'exercice de la profession, de tous produits. |
| B - Broncho-alvéolite aiguë ou subaiguë avec syndrome respiratoire (dyspnée, toux, expectoration) et/ou signes généraux confirmés par l'exploration fonctionnelle respiratoire et la présence de signes immunologiques significatifs (présence d'anticorps précipitants dans le sérum contre l'agent pathogène responsable ou, en l'absence de ces anticorps, signes d'alvéolite lymphocytaire au lavage broncho- alvéolaire). | 30 jours | B. C. D. - Travaux exposant à l'inhalation de poussières provenant notamment : - de la manipulation de foin moisi ou de particules végétales moisies ; - de l'exposition aux poussières d'origine aviaire ; - de l'affinage des fromages ; - de la culture des champignons de couche ; |
| C - Pneumopathies chroniques : Fibrose pulmonaire avec signes radiographiques et troubles respiratoires confirmés par l'exploration fonctionnelle lorsqu'il y a des signes immunologiques significatifs. | 3 ans | - du broyage ou du stockage des graines de céréales alimentaires : blé, orge, seigle ; - de l'ensachage de la farine et de son utilisation industrielle ou artisanale ; |
| D - Complications : - insuffisance respiratoire chronique obstructive ; - hyposystolie ou asystolie par insuffisance ventriculaire droite. | 10 ans | - de l'élevage des petits animaux de laboratoire ; - de la préparation des fourrures ; - de la manipulation, traitement et usinage des bois et tous travaux exposant aux poussières de bois.                                                                                           |
| Date de mise à jour : 19 janvier 1998 | | |

## Sources spécifiques
- (fr) Tableau no 66 des maladies professionnelles du régime Général
- (fr) Tableau no 66 bis des maladies professionnelles du régime Général
- (fr) Tableau no 45 des maladies professionnelles du régime Agricole

## Sources générales
- (fr) Tableaux du régime Général sur le site de l’AIMT
- (fr) Tous les tableaux du régime Général
- (fr) Tous les tableaux du régime Agricole
- (fr) Guide des maladies professionnelles sur le site de l’INRS

## Autres liens
- (fr) Maladies à caractère professionnel

## Internationalisation
- (fr) Liste Européenne des maladies professionnelles
- (fr) Liste des maladies professionnelles au Sénégal
- (fr) Liste des maladies professionnelles en Tunisie